# 마루모리촌
마루모리촌(丸守村)은 후쿠시마현 아사카군에 일찍이 존재했던 촌이다.

## 지리
- 현재의 고리야마시의 북서부, 옛 아타미정의 남부에 위치한다.
- 촌은 고조메강의 남쪽 기슭에 위치한다.
- 촌은 산이 많은 지형이다.

## 역사
- 1889년 4월 1일 - 정촌제 시행에 의해 4촌이 합병해 아사카군 마루모리촌이 성립하였다.
- 1954년 4월 1일 - 마루모리촌은 아타미정과 합병해 아타미정이 성립하여, 마루모리촌이 소멸하였다.

## 인구
- 1889년 1,882
- 1920년 2,920
- 1947년 4,022

## 교통

### 철도
- 일본국유철도
  - 반에쓰사이선

### 도로
- 2급 국도
  - 국도 115호선 (→국도 49호선)

## 참고문헌
- 角川日本地名大辞典編纂委員会『角川日本地名大辞典 7 福島県』、角川書店、1981年 ISBN 4040010701
- 日本加除出版株式会社編集部『全国市町村名変遷総覧』、日本加除出版、2006年、ISBN 4817813180